# Lycoperdon spadiceum
Lycoperdon spadiceum är en svampart som beskrevs av Schaeff. 1774. Lycoperdon spadiceum ingår i släktet Lycoperdon och familjen Agaricaceae.   Inga underarter finns listade i Catalogue of Life.